# Hildegard von Thüringen

Wappen Wartburgkreis: Ludowinger Löwe und schwarze Henne auf grünem Dreiberg.

Hildegard von Thüringen (* um 1045; † 1104), auch Hildegard von Schauenburg genannt, war die Stammmutter der Henneberger.

## Leben und Familie
Die erste Ehe (um 1060) Hildegards mit Poppo I. (* um 1030; † 1078) reiht sich ein in die ihrer Geschwister, die in zu den Territorien ihrer Eltern, Ludwig und Cäcilie, benachbarte Herrschaften einheirateten: Beringer nach Wettin/Camburg an der Saale, Uta nach Linderbeche bei Erfurt und Adelheid nach Wippra bei Sangerhausen. Ihr Bruder Ludwig der Springer heiratete nach der Reinhardsbrunner Geschichtsschreibung 1063 die Tochter eines Udalrici. Möglicherweise war dies der sächsische Graf Udo von Katlenburg, dessen Grafschaft nicht weit von den Besitzungen Cäcilies von Sangerhausen um die Burg Hohnstein lag. Erst 1085 schließt er die Ehe mit Adelheid von Stade auf der Burg Zscheiplitz, womit es ihm gelang, in den hohen Adel einzuheiraten. Über das Leben Hildegards wie ihrer Geschwister ist wenig bekannt, selbst über den sagenumwobenen Ludwig den Springer. Ungewiss ist etwa, ob der 1015 in einer Urkunde Heinrichs II. genannte Graf mit dem seltenen Namen Hamezo, in dessen Grafschaft im thüringischen Westergau u. a. Wanfried lag, ein Vorfahre Hildegards war. Der von Heinrich IV. 1085 als Halberstädter Bischof eingesetzte Hamezo wurde jedenfalls als avunculus Graf Ludwigs bezeichnet.
Poppos I. Herkunft wird von Godebold und Poppo genannten Brüdern angenommen, die in enger Beziehung zum Kloster Fulda standen. Der Stammbaum der Henneberger beginnt jedoch mit Poppo I. und Hildegard. Ihr Sohn Poppo II. nannte sich nach dem Frankenstein bei Salzungen. Ihr Sohn Godebold II. nannte sich als erster nach der Burg Henneberg. Die Burg lag an der Hohen Straße von Würzburg nach Thüringen und bestand schon im 10. Jahrhundert. Poppo I. war, wie sein Schwager Ludwig, im Gefolge Heinrichs IV. zu finden. Er starb 1078 in der Schlacht bei Mellrichstadt. Ludwig der Springer wurde wahrscheinlich von Heinrich IV. 1080 zum Grafen erhoben.
In zweiter Ehe heiratete Hildegard den edelfreien Thimo von Nordeck, der wohl im Besitz der Ruprechtsburg war.

## Nachkommen
- Gotebold II. von Henneberg (* vor 1078; † 6. Februar 1144); ⚭ Luitgart von Hohenberg († 3. Juni 1145), Burggraf von Würzburg (1094), Domvogt (1102), Stifter Kloster Veßra (1131/1135)
- Poppo II. von Frankenstein (* vor 1078; † 21. August 1118); ⚭ Beatrix von Gleichen († 1120), Stammvater der Herren von Frankenstein, Lichtenberg, Wasungen, Irmelshausen und Sternberg
- N.N. Tochter; ⚭ Gozmar I. von Reichenbach († 1118/1119); Domvogt von Fulda (1108), Sohn von Gozmar, Hochvogt von Fulda (1062)
- Gebhard von Nordeck (* ; † ), Gründer Cella St. Blasii, 1112 von Bischof Erlung von Würzburg, geweiht, im Besitz der Ruprechtsburg, verkaufte die Burg Nordeck an seinen Halbbruder Gotebold II. von Henneberg.

## Bedeutung
Die Verbindung Hildegards und Poppos I. wirkte lange nach. So ist von kriegerischen Auseinandersetzungen zwischen Ludowingern und Hennebergern, deren Territorien direkt aneinander grenzten, nichts bekannt. Bekannt ist nur eine Auseinandersetzung zwischen Ludwig IV. und Poppo VII. – Ludwig war von Dietrich dem Bedrängten, Markgraf von Meißen als Vormund für seinen unmündigen Sohn, Heinrich III. bestimmt worden. Ludwig, der die Markgrafschaft ab 1221 tatsächlich verwaltete, drängte seine Schwester Jutta, Heinrichs Mutter und Markgräfin von Meißen, mit der Zeit aus der Regierung. Jutta heiratete nun 1223 heimlich, ohne Zustimmung Ludwigs Poppo VII. Dass der resultierende Konflikt zwischen Ludwig und Poppo sehr schnell beigelegt wurde, kann man auf die noch wache Erinnerung an die gemeinsamen Urahnen, namentlich Hildegard, zurückführen.
Möglicherweise spielte Hildegards Ehe auch beim Erwerb der Wartburg durch Ludwig den Springer eine Rolle, die nach der Reinhardsbrunner Geschichtsschreibung 1067 gegründet wurde. Der Eisenacher Geschichtsschreiber Johannes Rothe weiß im 14. Jahrhundert zu berichten, dass dies auf Frankensteiner Land (Metilstein) erfolgt sei. Die Frankensteiner waren die Nachkommen Hildegards und Poppos. Dieses Land, ein bewaldeter Höhenrücken, gehörte 1067 zum Fuldaer Wildbann der Mark Lupnitz, der bis ins Tal der Elte reichte. Ludwig der Springer wie Poppo I. waren Gefolgsleute Heinrichs IV., und zumindest Poppo stand dem Kloster Fulda nahe, sodass nicht auszuschließen ist, dass das Land, auf dem die Wartburg errichtet wurde, ein Reichslehen oder Lehen Fuldas war, was zur Zeit Hermanns I. sicherlich mit guten Gründen nicht in die Reinhardsbrunner Geschichtsschreibung aufgenommen worden wäre.
Wahrscheinlich bestand auf dem Höhenrücken bereits sehr früh eine Warte, denn das Gelände unterhalb, nahe Stedtfeld, wo die Via Regia (auch Antsanvia oder Hohe Straße genannt) aus dem Wald ins Hörseltal trat und die Via Regia Lusatiae von Norden her auf selbige traf, war sehr gut einsehbar. Das Gelände an der Hörsel heißt noch heute Spicke (= Knüppelweg; oder auch von lat. specio = ausspähen, oberdeutsch spicken). Der prächtige Palas der Wartburg wurde allerdings erst ab den 1150er Jahren, und zwar nicht auf altem Fundament, sondern völlig neu angelegt.